# TNA King of the Mountain Championship

## Thông tin về đai TNA King of the Mountain Championship
TNA King of the Mountain Championship là đai đơn thuộc tập đoàn đấu vật chuyên nghiệp Total Nonstop Action Wrestling. Ban đầu, đai có tên là TNA Legends Championship. Ngày 29/10/2009 Eric Young đổi tên đai là TNA Global Championship. Đến ngày 29/07/2010 A.J. Styles đổi tên đai là TNA Television Championship.. Đai hiện không còn được sử dụng.